# Bundung Six Junction
Bundung Six Junction, ein Teil von Bundung, ist ein Ortsteil der Gemeinde Kanifing (englisch Kanifing Municipal) im westafrikanischen Staat Gambia.
Der Ortsteil liegt im südlichen Zentrum der Gemeinde und gehört zum Ort Serekunda. Bei der Volkszählung von 1993 wurde Bundung Six Junction mit Bundung Borehole als eigener Ort (Bununka Kunda) mit 41.369 Einwohnern gelistet.

## Geographie
Serekunda (als Ortsteil) liegt benachbart im Norden. Talinding Kunjang liegt im Osten, die Grenze bildet der Kombo Sillah Drive der in Nord-Süd-Richtung verläuft. Im Süden schließt sich der Ortsteil Latri Kunda Sabiji an. Im Westen liegt der Ortsteil Bundung Borehole, die Grenze bildet die Bundung Road, die gerade nach Süden verläuft.